# Спиранак, Пейдж
Пейдж Рене Спиранак (англ. Paige Renee Spiranac, род. 26 марта 1993, Уит-Ридж, Колорадо) — американская инстаблогер и ютубер, инструктор по гольфу, бывшая профессиональная гольфистка.

## Ранние годы
Спиранак родилась 26 марта 1993 года в Уит-Ридже, штат Колорадо, в семье хорватского происхождения. Ее отец, Дэн, был членом футбольной команды университета Питтсбурга «Пантерс», которая выиграла национальный чемпионат среди колледжей 1976 года. Ее мать, Аннет, была профессиональной балериной. Ее старшая сестра Лекси также получила спортивную стипендию колледжа, выступая за легкоатлетическую команду Стэнфорда. Спиранак выросла в Монументе, штат Колорадо, где занималась гимнастикой в надежде принять участие в Олимпийских играх.
В возрасте 12 лет дважды сломанная коленная чашечка разрушила ее мечты о гимнастике и подтолкнула к занятиям гольфом. Пейдж делила время между городами Скоттсдейл, штат Аризона, и Монумент, штат Колорадо, будучи студенткой на домашнем обучении, чтобы у нее было время тренироваться.

## Спортивная карьера
В первом сезоне Спиранак, в 2011—2012 годах, она участвовала в трех соревнованиях за команду Университета Аризоны «Уайлдкэтс»: межвузовском турнире в Уинди-Сити, Pac-12/SEC Challenge и Wildcat Invitational. Ее лучшим результатом в этом году было 73 балла. Спиранак перевелась в Сан-Диего на второй курс. Еще больший успех последовал в сезоне 2012\2013, с отличием первой команды All-Mountain West, пятым местом на Cal Classic, шестым на чемпионате Mountain West и девятнадцатым на Центральном региональном чемпионате NCAA.
Ее юниорский сезон 2013\2014 завершился победой второй команды на чемпионате Маунтин-Уэст, а также одним финишем в десятке лучших на чемпионате Маунтин-Уэст. Ее выпускной сезон закончился первым в истории школы чемпионатом конференции Маунтин-Уэст «Ацтекс», который она описала как «один из самых счастливых моментов в моей жизни».
В июле 2015 года Ассоциация гольфа Колорадо провела 100-й чемпионат женской ассоциации гольфа Колорадо по матчевым играм на поле для гольфа Raccoon Creek. В матче за титул чемпиона на 35 лунок против Бриттани Фан из Университета Колорадо в Боулдере Спиранак одержала победу, нанеся девять ударов ниже паритета. Пейдж дебютировала в туре developmental Cactus Tour в клубе Las Colinas в Куин-Крик, штат Аризона, в мае 2016 года.
В своем третьем старте, внезапная победа в загородном клубе Orange Tree в Скоттсдейле над Ханной О’Салливан, на тот момент самой титулованной спортсменкой — любителем в мире, принесла Спиранак ее первую победу в туре. Затем она финишировала девятой на Stallion Mountain, заработав приз в размере 800 долларов. В июне в гольф-клубе Aliante Спиранак заняла 17-е место из 52 игроков, ее результат на двенадцать очков выше среднего принес приз в размере 575 долларов.
В июле она финишировала с восьмым отрывом от конкурентов и заняла седьмое место на Уолнат-Крик в Мэнсфилде, штат Техас, заработав 600 долларов. Также в июле она выступила на Открытом чемпионате Шотландии в рамках женского европейского тура. Спиранак участвовала в Открытом чемпионате CoBank Colorado Women’s Open в августе-сентябре 2016 года, заняв девятое место с разницей в один балл и заработав 1750 долларов. В сентябре 2016 года Спиранак заняла второе место в трех сетах на турнире Legacy в Финиксе, штат Аризона, что стало ее вторым лучшим результатом в году, заработав 935 долларов. Финальный раунд с двумя очками ниже номинала принес еще одно место в пятерке лучших на Trilogy в октябре и 800 долларов призовых. Она закончила сезон с выигрышем в размере 8 010 долларов. В августе 2016 года Спиранак приняла участие в своем первом отборочном турнире LPGA, но не заработала карточку для участия в профессиональном турнире.

## Деятельность в бизнесе
Спиранак снималась в таких журналах, как Sports Illustrated Swimsuit edition и Golf Digest. Она также начала вести ежемесячную колонку в журнале Golf Magazine начиная с декабрьского номера за 2018 год.
В 2017 году Пейдж подписала контракт с компанией Parsons Xtreme Golf (PXG), чтобы представлять свои гольф-клубы в социальных сетях и телевизионной рекламе. В том же году она также стала послом бренда 18Birdies, чтобы помочь продвигать его приложение для гольфа по всей стране. Она также подписала рекламные контракты с Mizzen + Main и Philip Stein Watches.
В 2021 году Спиранак присоединилась к Points But, глобальному оператору букмекерских контор, в качестве посла бренда. Согласно официальному объявлению руководства компании, она также приобрела пакет акций корпорации и стала «значительным» акционером.
В июне 2022 года Спиранак была названа «Самой сексуальной женщиной в мире» в списке Maxim's 2022 Hot 100, став первой спортсменкой, занявшей 1-е место в данном списке.

## Деятельность в соцсетях
С августа 2016 года спортсменка имеет свой канал на Youtube, в настоящее время имеющий 311 тысяч подписчиков. Тематикой роликов являются как тренировки по гольфу, так и обзоры спортивного инвентаря и различные влоги. Аккаунт Спиранак в Instagram ныне насчитывает 3,6 миллиона подписчиков. Самореклама Спиранак подверглась критике за «сексуализацию женского гольфа». Она стремилась использовать это обвинение для продвижения своей кампании по борьбе с киберзапугиванием и продолжения борьбы за право женщины чувствовать себя комфортно в своей собственной шкуре. Тур LPGA ввел более строгий дресс-код в июле 2017 года, ограничив глубокие вырезы, леггинсы и короткие юбки. Это вызвало немедленную критику, охарактеризованную заголовком Fox Sports «LPGA раскритиковали за „позор шлюх“ своих игроков после того, как были выявлены новые ограничения дресс-кода».
Спиранак высказалась против этого в статье журнала Fortune «Развитие женского гольфа выходит за рамки наших ожиданий», которая появилась всего через несколько дней после объявления LPGA. Позже Спиранак заявила, что поскольку до начала карьеры гольфистки она занималась гимнасткой, то ей комфортно выступать в открытой одежде, такой как спандекс и купальник.
В феврале 2020 года Спиранак запустила свой собственный подкаст под названием «Playing-A-Round».

## Личная жизнь
В 2018 году Пейдж вышла замуж за Стивена Тиноко. 7 марта 2022 года на своей личной странице в Instagram она объявила о том, что больше не замужем.